# Plac Wileński w Warszawie
Plac Wileński – plac w dzielnicy Praga-Północ w Warszawie, znajdujący się między ulicami: Targową, Świętych Cyryla i Metodego, Wileńską i aleją „Solidarności”. 
Nazwa nawiązuje do pobliskiej stacji kolejowej Warszawa Wileńska i ulicy Wileńskiej.

## Opis
Plac istniał w obecnym miejscu co najmniej od czasów budowy Dworca Petersburskiego, jednak nie posiadał oficjalnej nazwy. Została nadana w lipcu 2001.
W latach 1945–2011 na placu znajdował się pomnik Braterstwa Broni. W latach 1949−1952 w północnej części placu, między ulicami: Jagiellońską, Ratuszową, Targową i Świętych Cyryla i Metodego, powstało osiedle Praga I zaprojektowane przez Szymona i Helenę Syrkusów.
W 2009 przebiegająca przez plac Wileński ulica Targowa na odcinku od placu do wiaduktu kolejowego jako założenie urbanistyczne została wpisana do rejestru zabytków.
Pod placem znajduje się stacja Dworzec Wileński linii M2 warszawskiego metra.

## Ważniejsze obiekty
- Budynek Dyrekcji Kolei Państwowych w Warszawie
- Stacja metra Dworzec Wileński
- Sobór metropolitalny Świętej Równej Apostołom Marii Magdaleny
- Dworzec kolejowy Warszawa Wileńska
- Centrum handlowe Galeria Wileńska

## Obiekty nieistniejące
- Pomnik Braterstwa Broni